# Onda de Faraday

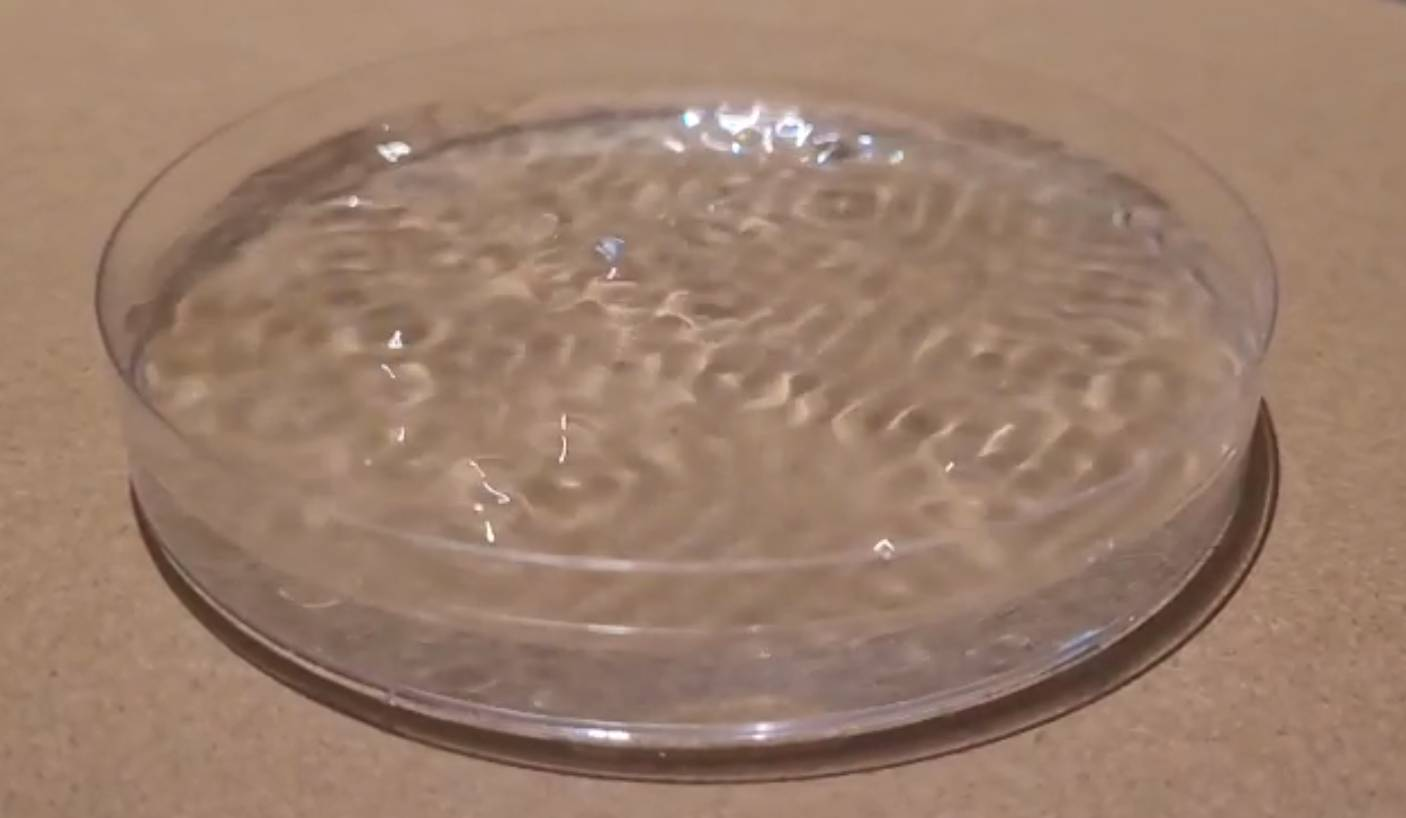
Las ondas de Faraday observadas en el agua en una placa de Petri vibraban a una frecuencia de unos 50 hercios.

Las ondas de Faraday, que llevan el nombre de Michael Faraday (1791-1867), son ondas estacionarias no lineales que se producen en fluidos rodeados por un recipiente oscilante. Si la frecuencia de oscilación excede un valor crítico, la superficie hidrostática plana se vuelve inestable. Esto se llama inestabilidad de Faraday. Fueron descritas por primera vez por Faraday en 1831 como un apéndice de un artículo en Philosophical Transactions of the Royal Society of London.
Si se coloca una capa de líquido encima de un pistón que oscila verticalmente, aparece un patrón de ondas estacionarias que oscila a la mitad de la frecuencia de conducción, dados ciertos criterios de inestabilidad. Esto se relaciona con el problema de la resonancia paramétrica. Las ondas pueden tomar la forma de rayas, hexágonos muy juntos o incluso cuadrados o patrones cuasiperiódicos. Las ondas de Faraday se observan comúnmente como finas rayas en la superficie del vino en una copa de vino que suena como una campana. Las ondas de Faraday también explican el fenómeno de la "fuente" sobre un cuenco tibetano.
La onda de Faraday y su longitud de onda es análoga a la onda de Broglie con la longitud de onda de De Broglie en la interpretación de Bohm en el campo de la mecánica cuántica.

## Aplicación

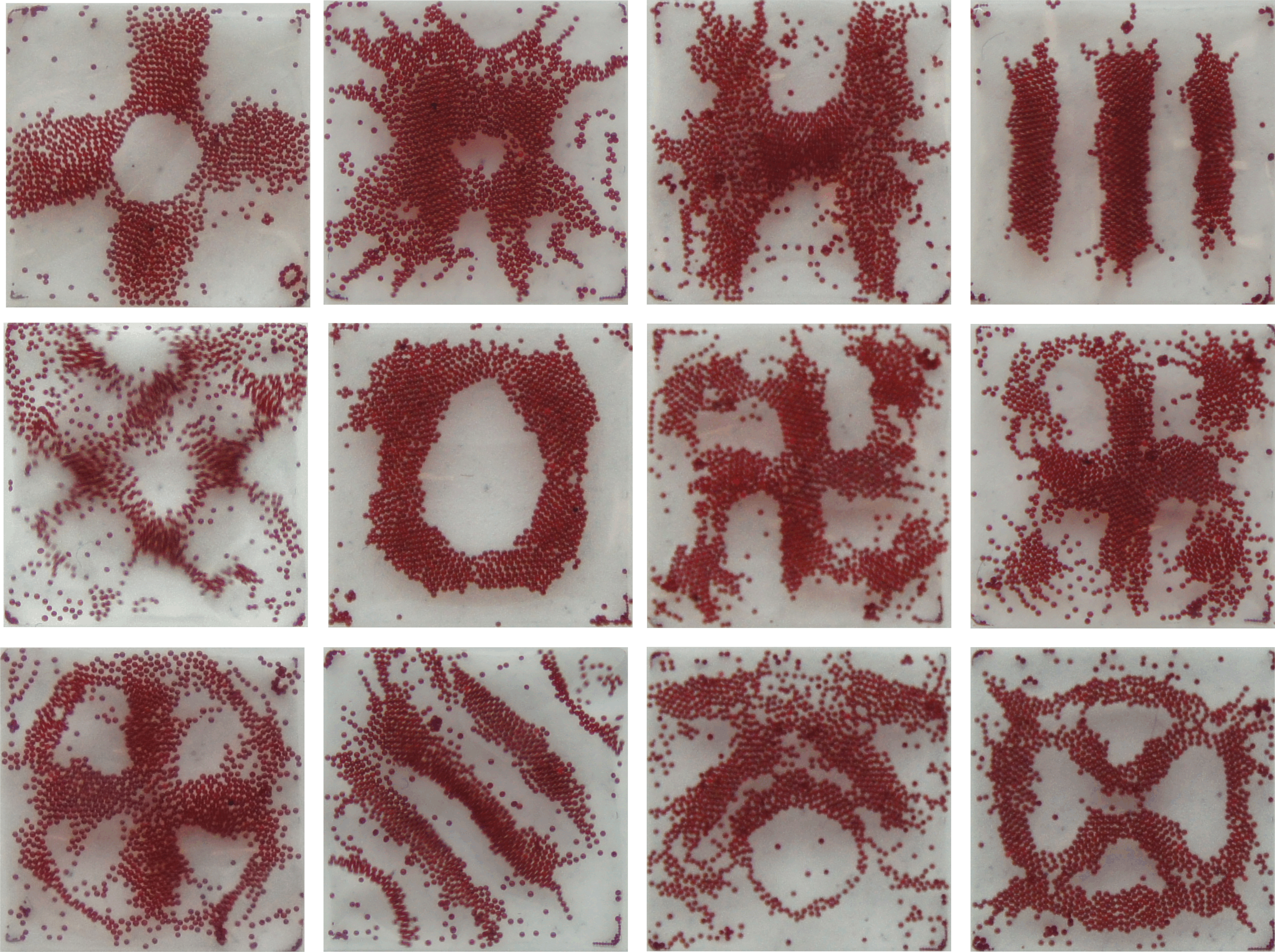
Montaje de perlas a microescala sobre ondas de Faraday.

Las ondas de Faraday se utilizan como plantilla de base líquida para el ensamblaje dirigido de materiales a microescala, incluida materia blanda, cuerpos rígidos y entidades biológicas (p. ej., células individuales, esferoides celulares y perlas microportadoras con semillas de células). A diferencia de la plantilla de base sólida, esta plantilla de base líquida se puede cambiar dinámicamente ajustando la frecuencia vibratoria y la aceleración y genera diversos conjuntos de patrones simétricos y periódicos.
Los caimanes también utilizan este fenómeno para llamar a sus parejas. Hacen vibrar sus pulmones a bajas frecuencias ligeramente por debajo de la superficie, lo que hace que sus púas se muevan e induzcan ondas superficiales. Estas ondas superficiales son básicamente ondas de Faraday y se puede observar el efecto de salpicadura característico de determinadas resonancias.
Este efecto también se puede utilizar para mezclar dos líquidos acústicamente. Se forman ondas de Faraday en la interfaz entre los dos líquidos, lo que aumenta el área de superficie entre los dos, mezclando los líquidos rápida y completamente.